# اندیس اورانیوم و توریوم دشت لوت
اورانیوم و توریوم دشت لوت یک اندیس فلزی است که در حوالی شهر نخلیه استان سیستان و بلوچستان قرار دارد و مادهٔ معدنی موجود در آن، اورانیوم است.سنگ میزبان این اندیس ماسه است و دیرینگی آن به دوران کواترنری می‌رسد. 